# Sophie Adriansen
Sophie Adriansen, née en 1982 à Orléans, est une écrivaine française.

## Biographie
Elle est diplômée de l'université d'Orléans, de l'université d'Aix-Marseille II et de l'ESC Lille.
Membre de la Charte des auteurs et des illustrateurs jeunesse, elle compte également parmi les membres fondateurs de la Ligue des auteurs professionnels.
Son ouvrage jeunesse Max et les poissons publié en 2015 se déroule durant la deuxième guerre mondiale  et évoque l'antisémitisme.
En 2018 Papa est en bas, ouvrage jeunesse écrit à la première personne par le personnage d'une petite fille, raconte son quotidien autour de la grave maladie dont son père est atteint. Pour le site Ricochet, il « évoque avec pudeur et justesse les différentes émotions que suscite la maladie d’un proche, ainsi que les réalités éprouvantes que traverse la famille. »
Son roman ado Au poil en 2022, se penche sur les réflexions d'une jeune ado sur les injonctions sociales à l'épilation, et sa décision de ne pas s'y plier.
En 2023 est publié son roman ado Hacker, autour de l'histoire d'un jeune hacker. Pour l'avis critique de Télérama « ce roman, par les codes narratifs qu’il met en jeu, est une forme de thriller, extrêmement efficace. [...] Inspirée d’un fait divers réel, cette histoire est passionnante, remarquablement racontée et mise en scène. ».
En 2024, Outre-mères, « une BD sur le destin de milliers de femmes avortées et stérilisées de force à La Réunion, dans les années soixante-dix », revient sur « un épisode scandaleux et pourtant méconnu de l’histoire de France ». D'une « grande précision historique », cette « œuvre salutaire » selon le journal L'Humanité donne lieu à un épisode de l'émission Affaires sensibles.
En 2025, à l'occasion des 50 ans de la loi Veil, les éditions Flammarion publient son roman pour adolescents Le ciel de Joy, dans lequel une lycéenne mineure cherche de l'aide pour recourir à une interruption volontaire de grossesse. Sur France Inter, La bibliothèque des ados salue « un roman d'utilité publique » ; « un précieux rappel qu’il reste encore des combats à mener » pour l'hebdomadaire Le Monde des ados.

## Œuvres

### Littérature générale

#### Romans
- Le grand numéro (Un meeting), Paris, Éditions Storylab, 2012, 100 p. (ISBN 978-2-36315-077-6)
- Santé !, Paris, Éditions Storylab, 2012, 62 p. (ISBN 978-2-36315-089-9)
- Quand nous serons frère et sœur, Bordeaux, Éditions Myriapode, 2013, 220 p. (ISBN 978-2-35945-019-4)
- Le Syndrome de la vitre étoilée, Paris, Éditions du Fleuve, 2016, 352 p.  (ISBN 978-2-265-11568-2)
  - réédition Pocket, 2017, 384 p.  (ISBN 978-2266279499)
- Linea nigra, Paris, Éditions du Fleuve, 2017, 496 p.  (ISBN 978-2-265-11700-6)
  - réédition Charleston poche, 2021, 624 p.  (ISBN 978-2368126639)
- Hystériques, Charleston, 2021, 528 p.  (ISBN 978-2368126608)
- Iseult, le choix de son destin, Reconnaissance, 2024, 160 p.  (ISBN 978-2-487595019)

#### Romans graphiques
- La Remplaçante, dessin Mathou, First éditions, 2021, 152 p.  (ISBN 978-2412066751)
  - traduit à l'étranger[a]
- La Vie d'adulte, dessin Eloisa Scichilone et Mauro Gandini, First éditions, 2022, 204 p.  (ISBN 978-2-412-07750-4)
- Nina Simone en BD, dessin coll., éditions Petit à Petit, 2023, 160 p.  (ISBN 9782380461589)
  - traduit à l'étranger[b]
- La Saison des monarques, dessin Mathou, First éditions, 2023, 192 p.  (ISBN 978-2412079348), avec Sophie Rouvier
- Outre-Mères : Le scandale des avortements forcés à La Réunion, dessin Anjale, Vuibert, 2024, 208 p.  (ISBN 978-2-311-15084-1)

#### Non-fiction
- Je vous emmène au bout de la ligne : tribulations et secrets d'un conducteur de métro, Paris, Éditions Max Milo, 2010, 192 p. (ISBN 978-2-315-00133-0), avec Rodolphe Macia
- Trois années avec la SLA : de la force de l'esprit même quand le corps abandonne, Paris, Éditions de l'Officine, 2012, 160 p. (ISBN 978-2-35551-152-3), avec Jean-Paul Rouet
- Louis de Funès – Regardez-moi là, vous !, Paris, Éditions Premium, 2013, 304 p. (ISBN 978-2-35636-118-9)
- Mon sourire pour guérir : Sauvée par un veilleur de vie, Paris, Éditions Max Milo, 2013, 160 p. (ISBN 978-2-315-00481-2), avec Sandra Dal-Maso
- Grace Kelly – D'Hollywood à Monaco, le roman d'une légende, Paris, Éditions Premium, 2014, 256 p. (ISBN 978-2-35636-152-3)
- Naître et grandir en musique – De la conception de l'enfant à son éveil musical, Paris, Éditions Télémaque, 2016, 160 p. (ISBN 978-2-7533-0276-1), avec Jean-Marie Leau
- Une Américaine à Monaco : biographie, Paris, Éditions Charleston, 2017, 314 p. (ISBN 978-2-36812-165-8)
- Nina Simone, Mélodie de la lutte, Charleston, 2022, 224 p.  (ISBN 978-2368127315)
- Qui s'occupe des enfants ? Repenser la parentalité traditionnelle, préface d'Anna Roy, Les Pérégrines, 2023, 288 p.  (ISBN 979-10-252-0599-0)

### Littérature jeunesse
- J’ai passé l’âge de la colo !, Paris, Éditions Volpilière, 2012, 108 p. (ISBN 978-2-917898-60-4)
- Le souffle de l'ange, Paris, Nathan, coll. « L'Enigme des vacances », 2013, 120 p. (ISBN 978-2-09-187975-8) réédition 2017  (ISBN 978-2-09-193174-6)
- Drôles de familles !, Paris, Nathan, hors série coll. « L’Énigme des vacances » no 37, 2014, 192 p.  (ISBN 978-2-09-187988-8) réédition 2017  (ISBN 978-2-09-193175-3)
- La menace des fantômes (Scooby-Doo), Paris, Nathan, coll. « L’Énigme des vacances » no 44, 2015, 96 p.  (ISBN 978-2091891583) réédition 2016  (ISBN 978-2-09-193106-7)
- L'attaque des monstres animaux (Scooby-Doo), Paris, Nathan, coll. « L’Énigme des vacances » no 43, 2015, 96 p.  (ISBN 978-2091891576) réédition 2016  (ISBN 978-2-09-193105-0)
- Max et les poissons[4],[5], Paris, Nathan, 2015, 96 p.  (ISBN 978-2-09-255535-4)
  - traduit à l'étranger[c]
  - édition adaptée aux lecteurs dys, Nathan Dyscool, 2020  (ISBN 978-209-2-593165)
- Drôles d'époques !, Paris, Nathan, hors série coll. « L’Énigme des vacances » no 42, 2015, 192 p.  (ISBN 978-2-09-189248-1) réédition 2017  (ISBN 978-2-09-193176-0)
- Musiques diaboliques (Scooby-Doo), Paris, Nathan, coll. « L’Énigme des vacances » no 45, 2015, 96 p.  (ISBN 978-2091891590) réédition 2016  (ISBN 978-2-09-193107-4)
- Les Grandes jambes, Slalom, 2016, 128 p.  (ISBN 978-2-37554-002-2)
- Où est le renne au nez rouge ?, Gulf Stream éditeur, 2017, 14 p.  (ISBN 978-2354885236)
- Série Lucien et Hermine apprentis chevaliers, Gulf Stream éditeur

1. Tome 1 : Un dragon bien trop gros, illustrations de Roland Garrigue, 2017, 176 p.  (ISBN 978-2354884789)
2. Tome 2 :  Un banquet plein de surprises, ill. de Roland Garrigue, 2017, 176 p.  (ISBN 978-2354884796)
3. Tome 3 : Un tournoi explosif, ill. de Marie de Monti, 2018, 176 p.  (ISBN 978-2354885434)
4. Tome 4 : Le Grand voyage, ill. de Marie de Monti, 2018, 176 p.  (ISBN 978-2354885984)

- La Vache de la brique de lait , ill. de Mayana Itoïz , Frimousse, 2017, 36 p.  (ISBN 978-2-35241-314-1)
  - traduit à l'étranger[d]
- Série Quart de frère, quart de sœur

1. Tome 1 : Une rivale inattendue, Slalom, 2017, 128 p.  (ISBN 978-2-37554-060-2)
2. Tome 2 : Mon pire anniversaire, Slalom, 2017, 128 p.  (ISBN 978-2-37554-061-9)
3. Tome 3 : Mission spectacle, Slalom, 2017, 128 p.  (ISBN 978-2375540626)
4. Tome 4 : Ici Londres, Slalom, 2018, 128 p.  (ISBN 978-2375541487)

- Papa est en bas[6],[7], Paris, Nathan, 2018, 124 p.  (ISBN 978-2092577073)
- Rackette-moi si tu peux, llustré par Clerpée, Gulf Stream éditeur, 2018, 64 p. (ISBN 978-2354885571)
- Lise et les hirondelles, Paris, Nathan, 2018, 240 p.  (ISBN 978-2092576069)
- Hors piste, Slalom, 2018, 144 p.  (ISBN 978-2375540947)
- Le Test, Magnard, 2019, 240 p.  (ISBN 978-2-210-96647-5)
- Le jour du gâteau, Frimousse, 2019, 36 p.  (ISBN 978-2-352-414094)
- Ailleurs meilleur, Paris, Nathan, 2019, 172 p.  (ISBN 978-2092588208)
- Manon et le piège au citron, Gulf Stream éditeur, 2019, 96 p.  (ISBN 978-2354887001)
- Ce qui coule dans nos veines, Gulf Stream éditeur, 2019, 272 p.  (ISBN 978-2354886943)
- Je ne suis pas un héros, Fleurus, 2019, 192 p.  (ISBN 978-2215167518)
- Rendez-vous à l'Opéra (Léna rêve d'étoile), Paris, Nathan, coll. « L’Énigme des vacances » no 50, 2019, 96 p.  (ISBN 978-2091933290)
- Le cœur entre deux époques (Léna rêve d'étoile), Paris, Nathan, coll. « L’Énigme des vacances » no 51, 2019, 96 p.  (ISBN 978-2091933306)
- Cléo et le mystère du miel indigo, Gulf Stream éditeur, 2019, 96 p. (ISBN 9782354886837)
- Thomas n'aime pas le chocolat, Gulf Stream éditeur, 2019, 96 p.  (ISBN 9782354886820)
- L'Eté du changement, Glénat, 2020, 168 p.  (ISBN 978-2-344-043226)
- Léna rêve d'étoile, Paris, Nathan, coll. « L’Énigme des vacances » no 55, 2020, 192 p.  (ISBN 978-2-091934075)
- Dans le château de Krennamzer, Paris, Nathan, coll. « L’Énigme des vacances » no 54, 2020, 96 p.  (ISBN 978-2-09-193370-2)
- Au sommet de la tour Eiffel, Paris, Nathan, coll. « L’Énigme des vacances » no 53, 2020, 96 p.  (ISBN 978-2-09-193369-6)
- Maëlle met son grain de sel, Gulf Stream éditeur, 2020, 96 p.  (ISBN 978-2-354-887094)
- Dans les allées du cimetière, Paris, Nathan, coll. « L’Énigme des vacances » no 57, 2021, 96 p.  (ISBN 978-2-09-193421-1)
- Coline, cap ou pas cap ?, Gulf Stream éditeur, 2021, 64 p.  (ISBN 978-2-35488-704-9)
- Les Pianos de Nina, Le Grand Jardin, 2022, 32 p.  (ISBN 979-10-96688-34-0)
- Luce comprend tout trop vite, dessin Clerpée, Jungle, 2022, 64 p.  (ISBN 978-2-822-23656-0)
- L’enveloppe à soucis, Langue au chat, 2022, 32 p.  (ISBN 978-2-8063-1181-8)
- Drôles de talents, Nathan, coll. « L’Énigme des vacances » no 63, 2022, 96 p.  (ISBN 978-2-09-193536-2)
- Au poil[8], Magnard, 2022, 80 p.  (ISBN 978-2-210-975514)
- Hacker[9], La Joie de lire, 2023, 216 p.  (ISBN 978-28-89086221) - roman ado
- Les grandes chanteuses et musiciennes vues par un ado, Poulpe Fictions, 2023, 256 p.  (ISBN 978-23-77422791)
- La Tour de Gustave, ill. Youlie, Glénat jeunesse, 2023, 48 p.  (ISBN 978-2344052815)
- Au muséum d'histoire naturelle, Nathan, coll. « L’Énigme des vacances » no 64, 2023, 96 p.  (ISBN 978-2095014988)
- Sur l'île à marée haute, Nathan, coll. « L’Énigme des vacances » no 64, 2023, 96 p.  (ISBN 978-2095014995)
- Fort comme un arbre, ill. Lili La Baleine, Langue au chat, 2023, 40 p.  (ISBN 978-2806312525)
- Moi, Léo, 13 ans, auteur imposteur, Scrinéo, 2023, 336 p.  (ISBN 978-2381671826)
- Avis de tempête, ill. Lili La Baleine, Langue au chat, 2023, 40 p.  (ISBN 978-2806312785)
- Le projet arc-en-ciel, Alice jeunesse, 2023, 128 p.  (ISBN 978-2874265372)
- Grandir rue Monde, ill. La Jeanette, Athizes, 2024, 32 p.  (ISBN 978-2494230019)
- La véritable histoire de Marjorie Gestring, la plus jeune championne aux Jeux de 1936, ill. Mary-Gaël Tramon, Bayard jeunesse, 2024, 48 p.  (ISBN 979-1036358562)
- Dans le secret de la pyramide, Nathan, coll. « L’Énigme des vacances », 2024, 96 p.  (ISBN 978-2095029036)
- A l'école des abeilles, ill. Lili La Baleine, Langue au chat, 2024, 40 p.  (ISBN 978-2806313072)
- Nos quatre saisons, ill. Lili La Baleine, Langue au chat, 2024, 40 p.  (ISBN 978-2-8063-1317-1)
- Disparition, énigmes et boules de Noël, ill. Federica Frenna, Auzou, 2024, 296 p.  (ISBN 979-1-0395-4400-9)
- Un banc pour deux, ill. Anne Pomel, éditions Tom Pousse, 2024, 160 p.  (ISBN 9-782353-453122)
- Le ciel de Joy, Flammarion jeunesse, 2025, 240 p.  (ISBN 978-2-0804-6865-9)

### Nouvelles

#### Recueils collectifs
- Rendez-vous manqué dans Rendez-vous, Éditions du Valhermeil
- Santé ! dans Six façons de le dire, Éditions du Moteur, 2011, 224 p. (ISBN 978-2-91860-220-0)
- Sophie et Antonin dans Les plus belles rencontres sur Facebook, Trinôme Éditions, 2012, 169 p. (ISBN 979-10-91626-01-9)
- Seules les mères et les chanteuses de pop dans Temps additionnel, Éditions Antidata, 2012, 169 p. (ISBN 978-2-91928-504-4)
- Première loge dans Les aventures du concierge masqué - L'Exquise nouvelle saison 3, L'Exquise Édition, 2013, 260 p. (ISBN 978-29-54573-70-0)
- Et si c'était vous ?, Exils intra muros, photographies de Marc Melki, Actes Sud, 2017, 72 p. (ISBN 978-2-330-09040-1)
- L'amour, c'est..., illustrations de Jack Koch, Le Livre de poche, 2018, 432 p. (ISBN 978-2253188315)
- L'enfance, c'est..., illustrations de Jack Koch, Le Livre de poche, 2020, 264 p.  (ISBN 978-2253082026)
- Les artistes habitent-ils quelque part ?, édité et préfacé par Coline Pierré et Martin Page, Monstrograph, 2021, 128 p.  (ISBN 978-2-9565361-8-5)
- Monkey Palace dans Elle est le vent furieux, avec Marie Pavlenko, Marie Alhinho, Coline Pierré, Cindy Van Wilder, Flore Vesco, Editions Flammarion, 2021, 320 p.  (ISBN 9782080233943)
- La Terre, c'est..., illustrations de Jack Koch, Fleuve éditions, 2022, 272 p.  (ISBN 978-2265156012)
- Trois cœurs dans Dans les yeux d’un animal, Editions Auzou, 2022, 168 p.  (ISBN 978-2-7338-9511-5)
- Le livre, c'est..., illustrations de Jack Koch, Fleuve éditions, 2024, 272 p.  (ISBN 978-2265158009)

#### Revues littéraires
- Dans le noir dans la revue Pr'Ose no 17 [Une île], 2011
- Troisième visite dans la revue Dissonances no 20 [Maman], 2011
- Frapper fort dans la revue Bordel no 16 [Foot], Stéphane Million éditeur, 2012
- Des adieux éphémères (cadavre exquis) dans la revue l’Ampoule no 3 [Gloire et oubli], Éditions de l’Abat-jour, 2012
- Jour de chance dans la revue Bordel no 15 [Made in China], Stéphane Million éditeur, 2012

## Adaptation de son œuvre
Max et les poissons, roman adapté pour le théâtre avec le soutien de la LICRA Touraine (juin 2016), et joué en théâtre d'objets par le Compagnie Ki avec le soutien de la médiathèque départementale des Pyrénées Orientales (2017/2018).

## Prix et distinctions
- Son roman graphique Rackette-moi si tu peux, llustré par Clerpée, est le lauréat du prix Bull'gomme 53 2020[17]

## Audio et braille
Plusieurs romans de Sophie Adriansen sont disponibles à la Bibliothèque Numérique Francophone Accessible, dans les Bibliothèques Sonores de l'association des Donneurs de voix et à la médiathèque Valentin Haüy. Sophie Adriansen a notamment donné sa voix pour l'enregistrement de Je vous emmène au bout de la ligne et de Max et les poissons.
Plusieurs de ses histoires parues chez Nathan ont été adaptées en braille par les éditions Mes mains en or.